# Развој светског рекорда на 3.000 метара са препрекама за мушкарце
Светски рекорди у дисциплини трчања на 3.000 метара са препрекама у мушкој конкуренцији, које ИААФ званично признаје, воде се од 1954. године.
Да данас (30.6.2017.) ИААФ је ратификовао укупно 32 светска рекорда у мушкој конкуренцији.

## Ратификовани рекорди

### Рекорди од 1954. године
| Време   | Елкетронски | Атлетичар            | Земља           | Место                           | Датум               | Трајање                                           |
| ------- | ----------- | -------------------- | --------------- | ------------------------------- | ------------------- | ------------------------------------------------- |
| 8:49,6  |             | Шандор Росњои        | Мађарска        | Берн, Швајцарска                | 28. август 1954.    | 307 дана                                          |
| 8:47,8  |             | Пенти Карвонен       | Финска          | Хелсинки, Финска                | 1. јул 1955.        | Грешка у изразу: неочекивани оператор „<“359 дана |
| 8:45,4  |             | Пенти Карвонен       | Финска          | Осло, Норвешка                  | 15. јул 1955.       | 47 дана                                           |
| 8:45,4  |             | Василиј Власенко     | Совјетски Савез | Москва, СССР                    | 18. август 1955.    | 47 дана                                           |
| 8:41,2  |             | Јежи Хромик          | Пољска          | Осло, Норвешка                  | 31. август 1955.    | 11 дана                                           |
| 8:40,2  |             | Јежи Хромик          | Пољска          | Будимпешта, Мађарска            | 11. септембар 1955. | 338 дана                                          |
| 8:39,8  |             | Семјон Ржишчин       | Совјетски Савез | Будимпешта, Мађарска            | 14. август 1956.    | 33 дана                                           |
| 8:35,6  |             | Шандор Росњои        | Мађарска        | Будимпешта, Мађарска            | 16. септембар 1956. | 1 година и 320 дана                               |
| 8:35,6  |             | Семјон Ржишчин       | Совјетски Савез | Талин, СССР                     | 21. јул 1958.       | 1 година и 320 дана                               |
| 8:32,0  |             | Јежи Хромик          | Пољска          | Варшава, Пољска                 | 2. август 1958.     | 1 година и 329 дана                               |
| 8:31,4  |             | Здзислав Крзишковјак | Пољска          | Тула, СССР                      | 26. јун 1960.       | 336 дана                                          |
| 8:31,2  |             | Григориј Таран       | Совјетски Савез | Кијев, СССР                     | 28. мај 1961.       | 74 дана                                           |
| 8:30,4  |             | Здзислав Крзишковјак | Пољска          | Валч, Пољска                    | 10. август 1961.    | 2 године и 28 дана                                |
| 8:29,6  |             | Гастон Роелантс      | Белгија         | Левен, Белгија                  | 7. септембар 1963.  | 1 година и 334 дана                               |
| 8:26,4  |             | Гастон Роелантс      | Белгија         | Брисел, Белгија                 | 7. август 1965.     | 2 године и 345 дана                               |
| 8:24,2  |             | Јоуко Куха           | Финска          | Брисел, Белгија                 | 17. јул 1968.       | 1 година и 33 дана                                |
| 8:22,2  |             | Владимир Дудин       | Совјетски Савез | Кијев, СССР                     | 19. август 1969.    | 319 дана                                          |
| 8:22,0  | 8:21.98     | Кери О'Брајан        | Аустралија      | Западни Берлин, Западна Немачка | 4. јул 1970.        | 2 године и 72 дана                                |
| 8:20,8  |             | Андерс Гардеруд      | Шведска         | Хелсинки, Финска                | 14. септембар 1972. | 278 дана                                          |
| 8:19,8  |             | Бенџамин Џипчо       | Кенија          | Хелсинки, Финска                | 19. јун 1973.       | 8 дана                                            |
| 8:14,0  | 8:13.91     | Бенџамин Џипчо       | Кенија          | Хелсинки, Финска                | 27. јун 1973.       | 1 година и 363 дана                               |
| 8:10,4  |             | Андерс Гардеруд      | Шведска         | Осло, Норвешка                  | 25. јун 1975.       | 6 дана                                            |
| 8:09,8  | 8:09.70     | Андерс Гардеруд      | Шведска         | Стокхолм, Шведска               | 1. јул 1975.        | 1 година и 182 дана                               |
| 8:08,0  | 8:08.02     | Андерс Гардеруд      | Шведска         | Монтреал, Канада                | 28. јул 1976.       | 1 година и 289 дана                               |
| 8:05,4  |             | Хенри Роно           | Кенија          | Сијетл, САД                     | 13. мај 1978.       | 11 година и 51 дан                                |
| 8:05,35 |             | Петар Коеч           | Кенија          | Стокхолм, Шведска               | 3. јул 1989.        | 3 године и 47 дана                                |
| 8:02,08 |             | Мозез Киптануи       | Кенија          | Цирих, Швајцарска               | 19. август 1992.    | 2 године и 362 дана                               |
| 7:59,18 |             | Мозез Киптануи       | Кенија          | Цирих, Швајцарска               | 16. август 1995.    | 1 година и 362 дана                               |
| 7:59,08 |             | Вилсон Бојт Кипкетер | Кенија          | Цирих, Швајцарска               | 13. август 1997.    | 11 дана                                           |
| 7:55,72 |             | Бернар Бармасај      | Кенија          | Келн, Немачка                   | 24. август 1997.    | 4 године и 0 дана                                 |
| 7:55,28 |             | Брахим Боулами       | Мароко          | Брисел, Белгија                 | 24. август 2001.    | 3 године и 10 дана                                |
| 7:53,63 |             | Саиф Саид Шахин      | Катар           | Брисел, Белгија                 | 3. септембар 2004.  | 20 година и 194 дана                              |